# Gramática de Interlingue
Gramática de Interlingue é um conjunto de normas necessárias para o aprendizado da língua artificial elaborada pelo linguista e ex-oficial de marinha de guerra, Edgar de Wahl. Ele criou a língua usando formas de palavras comuns às línguas da Europa Ocidental; com uma gramática simples, Occidental é facilmente compreensível a muitos europeus. A língua foi muito popular antes da Segunda Guerra Mundial, com uma estimativa de dois milhões de falantes.
O nome foi mudado para Interlingue, mas o introduz da Interlingua de IALA, ser menos conhecido. Hoje, através da Internet, Occidental ganha novamente popularidade.

## Alfabeto
O alfabeto é composto de 26 letras, com y ocupando uma função dupla como consoante e vogal. As vogais são: a [pr. como em água], e [gesso], i [isto], o [ovo], u [uva], y [F u, ou D ü]. As 21 consoantes são: b, c, d, f, g, h, j, k, l, m, n, p, r, s, t, v, w, x, y, z. Várias consoantes tem 2 pronunciações [c grave como "k" antes de a, o, u, ou alguma consoante; suave como "ts" antes de e, i, y; g grave como em gol antes de a, o, u, ou alguma consoante, suave como no geral antes de e, i, y; t como "ts" antes de ie, ia, io].

## Acentuação
O acento tônico cai na vogal antes da última consoante. A terminação de plural [-(e)s] e as terminações adverbiais [-bil, -ic, -im, - ul, -um] permanecem sem acento. Exceções que não estão sob alguma destas regras são marcadas com o acento [´, ou `]. O comprimento das vogais varia. Sílabas sem o acento têm a vogal curta [a em ave, e em eco, i em ivo, o em oi, u em uno]. Vogais com acento seguidas por duas consoantes são curtas. O resto são longas exceções em algumas palavras curtas, principalmente preposições. 

## Artigos
Existem apenas dois tipos de artigo: os artigos definidos e os artigos indefinidos, artigos partitivos não existem.
Artigos definidos são utilizados para indicar algo já mencionado ou conhecido. Há apenas um artigo definido: li. Ele é usado para substantivos masculinos, femininos e neutros, independentemente de singular e plural.
Artigos indefinidos são utilizados para indicar algo desconhecido. Há apenas um artigo indefinido: un. Para o plural de substantivos, o artigo é desnecessário.